# Belagerung von Doullens

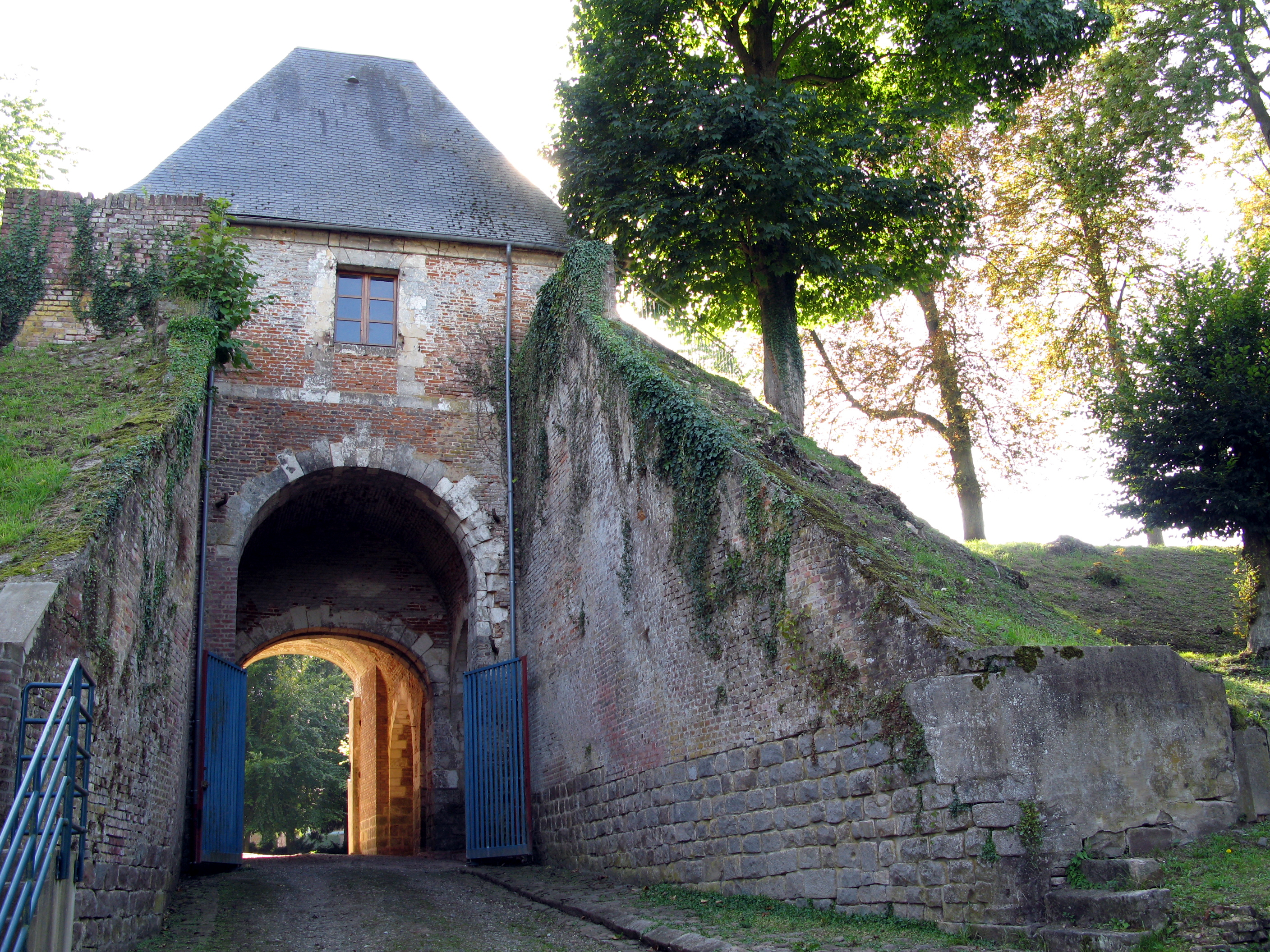
Tor der Zitadelle von Doullens

Die Belagerung von Doullens fand vom 14. bis 31. Juli 1595 statt; sie war ein Teil des Französisch-Spanischen Kriegs von 1595 bis 1598 innerhalb des Achten Hugenottenkriegs. Nach zehn Tagen Belagerung, am 24. Juli, versuchten die Kommandeure Henri de La Tour d’Auvergne, Duc de Bouillon, André-Baptiste de Brancas, Amiral de Villars, und François d’Orléans-Longueville mit ihren Truppen die Stadt zu entlasten, wurden aber von den spanischen Streitkräften unter Pedro Henriquez de Acevedo, Conde de Fuentes, und Carlos Coloma zurückgeschlagen. Villars wurde gefangen genommen und hingerichtet, Bouillon floh mit dem Rest der Armee nach Amiens. Wenige Tage später, am 31. Juli, stürmten die spanischen Truppen die Stadt. und töteten viele der Anwesenden, Soldaten und Zivilbevölkerung gleichermaßen, wobei sie "Recordad Ham" (Erinnere dich an Ham) riefen, als Vergeltung für das Massaker an der spanischen Garnison von Ham durch die französischen und protestantischen Soldaten, das auf Bouillons Befehl zurückging.

## Vorgeschichte
Während der Hugenottenkriege intervenierte Spanien als Verteidiger des Katholizismus regelmäßig zugunsten der Katholischen Liga, insbesondere bei der Belagerung von Paris (1590), als Heinrich von Navarra, der spätere König Heinrich IV., entscheidend von den vereinten Kräften Spaniens und der Liga geschlagen wurde. Dieser Erfolg der Katholiken führte zur Konversion Heinrichs (“Paris ist eine Messe wert”) und schließlich am 27. Februar 1594 – mit Unterstützung der Mehrheit seiner katholischen Untertanen – zu seiner Krönung in der Kathedrale von Chartres. 1595 erklärte Heinrich IV. Spanien den Krieg, als es versuchte, große Teile Nordfrankreichs zu erobern.
In den Niederlanden war nach dem Tod von Erzherzog Ernst von Österreich (20. Februar 1595 in Brüssel) bis zur Ankunft des von König Philipp II. entsandten Erzherzogs Albrecht von Österreich, dem älteren Bruder des Verstorbenen, interimistisch Don Pedro Henriquez de Acevedo, Conde de Fuentes Statthalter der habsburgischen Niederlande geworden.
Im Juni 1595 eroberte die protestantische Armee Bouillons und Longuevilles Ham und tötete die kleine spanische Garnison. Währenddessen rückten Fuentes und seine Truppen (4000 Infanteristen und 1000 Reiter) in Nordfrankreich ein und eroberten Le Catelet. Unterstützt von 3000 Soldaten aus dem Hennegau setzte Fuentes seine Offensive fort, erreichte am 14. Juli Doullens und begann dessen Belagerung.
Aufgrund dieser Nachrichten marschierten Bouillon, Longueville, Gouverneur der Picardie, und Villars, ein ehemaliger Offizier der Liga mit ihren Truppen nach Doullens, um der belagerten Stadt beizustehen. Die französische Garnison von Doullens hielt – anders als die von Le Catelet – aus in der Annahme baldigen Entsatzes und organisierte eine brauchbare Verteidigung. Am 16. Juli wurde Valentín Pardieu de la Motte, einer der spanischen Kommandeure, bei der Auskundschaftung der Verteidigungsanlagen von Doullens durch einen französischen Schützen getötet.

## Die Schlacht
Am 24. Juli erreichten die Franzosen Doullens. Villars beeilte sich an der Spitze der französischen Hilfsarmee, die Stadt zu entlasten, anstatt auf die Verstärkung durch Luigi Gonzaga, Herzog von Nevers, zu warten. Fuentes stellte einen Teil seiner Armee, etwa 2000 bis 3000 Mann, unter Coloma ab, um die französischen Streitkräfte abzufangen. Villars startete einen rücksichtslosen Kavallerieangriff gegen die Spanier, der bei den spanischen Truppen Verwirrung stiftete, aber ohne große Schwierigkeiten zurückgeschlagen wurde und den Franzosen schwere Verluste zufügte. Dann wurden die französischen Truppen von den Spaniern umzingelt, und Fuentes bestrafte sie schwer, ließ ihre Infanterie töten und erbeutete Munition, Ausrüstung, Kriegsflaggen und Vorräte. Villars wurde gefangen genommen und trotz des Angebots, Lösegeld für sein Leben zu zahlen, durch einen Kopfschuss hingerichtet. Der Herzog von Bouillon floh mit den Überresten der französischen Armee nach Amiens.

## Erstürmung der Stadt
Fuentes wandte sich nun wieder gegen Doullens und erstürmte die Stadt nach zwei fehlgeschlagenen Versuchen, am 31. Juli. Mit dem Ruf "Recordad Ham" töteten in der Stadt unterschiedslos Soldaten und Zivilisten als Rache für die Ereignisse in Ham im Juni. Von etwa 6000 Menschen starben etwa 3000 bis 4000 innerhalb weniger Stunden, die Leichname wurden über die Mauern in Gruben geworfen, woraus sich bald eine Pestepidemie entwickelte. Es ist nicht bekannt, wie viele Adlige nach Zahlung eines Lösegeldes verschont und freigelassen wurden. Doullens blieb bis zum Frieden von Vervins (1598) unter spanischer Kontrolle.

## Folgen
Nachdem Doullens unter Charles Bonaventure de Longueval gesichert und mit 1500 Mann verstärkt worden war, rückte Fuentes mit dem Großteil der Armee auf die wichtige Festungsstadt Cambrai vor. Heinrich IV., der in Lyon war, war entschlossen, die Stadt um jeden Preis zu retten, aber seine prekäre wirtschaftliche Lage machte es unmöglich, eine Entsatzarmee aufzustellen. Er appellierte sogar an die Republik der Sieben Vereinigten Provinzen um bewaffnete Hilfe, aber die Reaktion war sehr langsam. Nach heftigem Beschuss eroberten die Spanier die Stadt. Der Gouverneur von Cambrai, Jean de Monluc de Balagny, zog sich in die Zitadelle zurück, kapitulierte aber am 7. September.